# Saint-Maurice-de-Lignon

Saint-Maurice-de-Lignon este o comună în departamentul Haute-Loire, Franța. În 2009 avea o populație de 2,371 de locuitori.